# Magic Magic
Magic Magic è un film del 2013 diretto da Sebastián Silva.
Thriller psicologico cileno-statunitense con protagonisti Juno Temple, Emily Browning, Michael Cera e Catalina Sandino Moreno.
Il film è stato presentato in anteprima il 22 gennaio 2013 al Sundance Film Festival 2013. È stato anche ripresentato alla Quinzaine des Réalisateurs al Festival di Cannes 2013.

## Trama
La giovane Alicia è volata in Cile per passare del tempo con la cugina Sarah. Una volta arrivata, viene coinvolta controvoglia in una gita nelle campagne organizzata dagli amici di Sarah. All'ultimo momento però Sarah è costretta a rimanere in città per un paio di giorni, e Alicia deve partire con persone praticamente sconosciute. L'affascinante Agustín, con un debole per l'erba, la spigolosa Barbara e l'etereo e sfuggente Brink.

## Distribuzione
Il film è stato presentato in anteprima il 17 gennaio 2013 al Sundance Film Festival 2013.
È stato anche presentato il 23 maggio 2013 al Festival di Cannes 2013.
Per poi essere distribuito negli Stati Uniti il 16 agosto 2013.

## Accoglienza
Magic Magic ha ricevuto recensioni positive dalla critica. Il sito web aggregatore di recensioni Rotten Tomatoes ha una media di approvazione  del 68%, basato su 41 recensioni di critici, con una valutazione media di 6,02/10. Su Metacritic, il film ha una valutazione di 59 su 100 basata su 7 critici, indicando "recensioni contrastanti o medie".

## Riconoscimenti
Magic Magic ha vinto il premio Sitges come migliore attrice per Temple.